# بخش تنگنوپال
بخش تنگنوپال (به انگلیسی: Tengnoupal district) یک منطقهٔ مسکونی در هند است که در مانیپور واقع شده‌است.